# Guy Ier de La Roche (duc d'Athènes)
Pour les articles homonymes, voir Guy Ier.
Guy Ier (d'Athènes) de la Roche  (mort en 1263) fut duc d'Athènes (de 1225 à sa mort).

## Vie

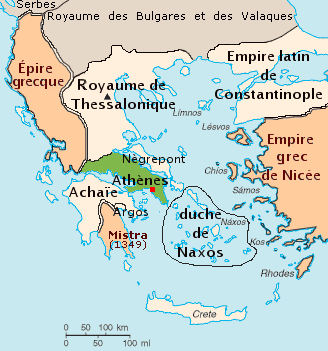
Le duché d'Athènes, en vert.

Il était le fils du premier duc Othon de la Roche et de son épouse Isabelle/Élisabeth (de Ray ou de Chappes). 
À la mort de son père (entre 1225 et 1234), Guy Ier hérita du duché d'Athènes, alors indépendant de tout autre souverain excepté l'empereur latin de Constantinople après la chute du royaume de Thessalonique en 1224. Le duché prospérait alors, en raison de son industrie de la soie (centrée à Thèbes) et de son commerce avec Venise et Gênes. En 1240[réf. nécessaire], Guy Ier donna la moitié de la seigneurie de Thèbes à Bela de St Omer, le mari de sa sœur Bonne de la Roche. En 1251, il acheta à son frère Othon la seigneurie d'Argos.
Il entra en conflit avec Guillaume II de Villehardouin lors de l'intervention de ce dernier en Eubée. Au printemps 1258, Guillaume II marcha sur Thèbes et Guy Ier fut défait dans une bataille au pied du Mont Carydi. Assiégé dans Thèbes, il dut se rendre et faire hommage à Nikli, mais les barons de la principauté, n'étant pas ses pairs, l'envoyèrent en France pour y être jugé par le roi Saint Louis. La cour de France ne le reconnut pas coupable de félonie et ne le priva pas de son fief, sa seule punition étant son voyage. La chronique de Morée affirme que c'est à cette occasion que la seigneurie d'Athènes fut élevée au rang de duché, mais l'épisode est probablement apocryphe. 
Au printemps 1260, ayant appris que Guillaume II avait été capturé par Michel VIII Paléologue à la bataille de Pélagonie, Guy Ier retourna en Grèce. Il assista la femme de Guillaume pour assurer la régence de la principauté. 
Guy de la Roche mourut entre 1262 et 1268, et c'est son fils, Jean Ier de la Roche, qui lui succéda.

## Mariage et descendance
De sa femme Agnès il eut :
- Jean Ier de la Roche, duc d'Athènes jusqu'en 1280 ;
- Guillaume, duc d'Athènes de 1280 à 1287 ;
- Alix, épouse en 1250 Jean d'Ibelin ;
- Marguerite (? - après 1293), épouse vers 1251 Henri Ier de Vaudémont[6] ;
- Isabelle, épouse Geoffroy de Briel (baron de Karýtena, neveu de Guillaume de Villehardouin) puis Hugues de Brienne.